# Süleymaniye-moskee (Uden)
De Süleymaniye-moskee is een moskee in de Nederlandse plaats Uden. De moskee is vernoemd naar Süleyman I, de tiende sultan van het Osmaanse Rijk.
De Turkse moskee is in 1990 gebouwd ten oosten van het centrum van Uden. De moskee heeft een kubusvormig gebedshal, geïnspireerd op de kaäba, en heeft bovenop een meervlakkige koepel. Naast de gebedshal staat de ronde minaret en enkele bijgebouwen. Het gebedsgebouw is uitgevoerd in witte bakstenen met blauwe versieringen en rondboogvensters. De bijgebouwen zijn in wit-grijze bakstenen uitgevoerd.
De moskee kwam in 2004 in het nieuws, enkele dagen na de moord op Theo van Gogh, toen jongeren de moskee hadden beklad en een poging hadden gedaan tot brandstichting.